# West Branch (Michigan)
West Branch é uma cidade localizada no estado americano de Michigan, no Condado de Ogemaw.

## Demografia
Segundo o censo americano de 2000, a sua população era de 1926 habitantes.
Em 2006, foi estimada uma população de 1881, um decréscimo de 45 (-2.3%). Em 2016, a população passa de 3.000 habitantes.

## Geografia
De acordo com o United States Census Bureau tem uma área de
3,4 km², dos quais 3,4 km² cobertos por terra e 0,0 km² cobertos por água. West Branch localiza-se a aproximadamente 291 m acima do nível do mar.

## Localidades na vizinhança
O diagrama seguinte representa as localidades num raio de 32 km ao redor de West Branch.